# Semanotus sinoauster
Semanotus sinoauster là một loài bọ cánh cứng trong họ Cerambycidae.